# Oscar Manoel Loureiro Malta
Oscar Manoel Loureiro Malta (09/04/1954, Recife, Pernambuco) é um pesquisador brasileiro, membro titular da Academia Brasileira de Ciências na área de Ciências Químicas desde 04/06/2003.
É professor titular do Departamento de Química Fundamental da Universidade Federal de Pernambuco (UFPE), desenvolvendo pesquisas na área de ciências dos materiais . 
Recebeu, em 2015, o Prêmio Ricardo Ferreira ao Mérito Científico da Fundação de Amparo à Ciência e Tecnologia de Pernambuco (Facepe).
Foi condecorado com a comenda da Ordem Nacional do Mérito Científico. 